# Ґаджинка
Ґаджи́нка — високогірне невелике озеро (озерце) льодовикового походження в урочищі Ґаджина на масиві Чорногора, що в Українських Карпатах. Адміністративно знаходиться у межах Верховинського району Івано-Франківської області. 

## Розташування
Розташоване в межах Карпатського національного природного парку.
Озеро Ґаджинка локалізоване у південно-західному котлі урочища Ґаджина на висоті 1684 м над рівнем моря і має розміри 18,1х8,8 м. Ґаджинка поєднана струмком із розташованим на 3 м нижче щодо рівня моря озерцем Заховане. Береги значно заболочені, порослі осоками, пухівками і сфагновими мохами. Із трьох боків близько до узбережжя підступають зарослі сосни сланкої – жерепу.

## Світлини

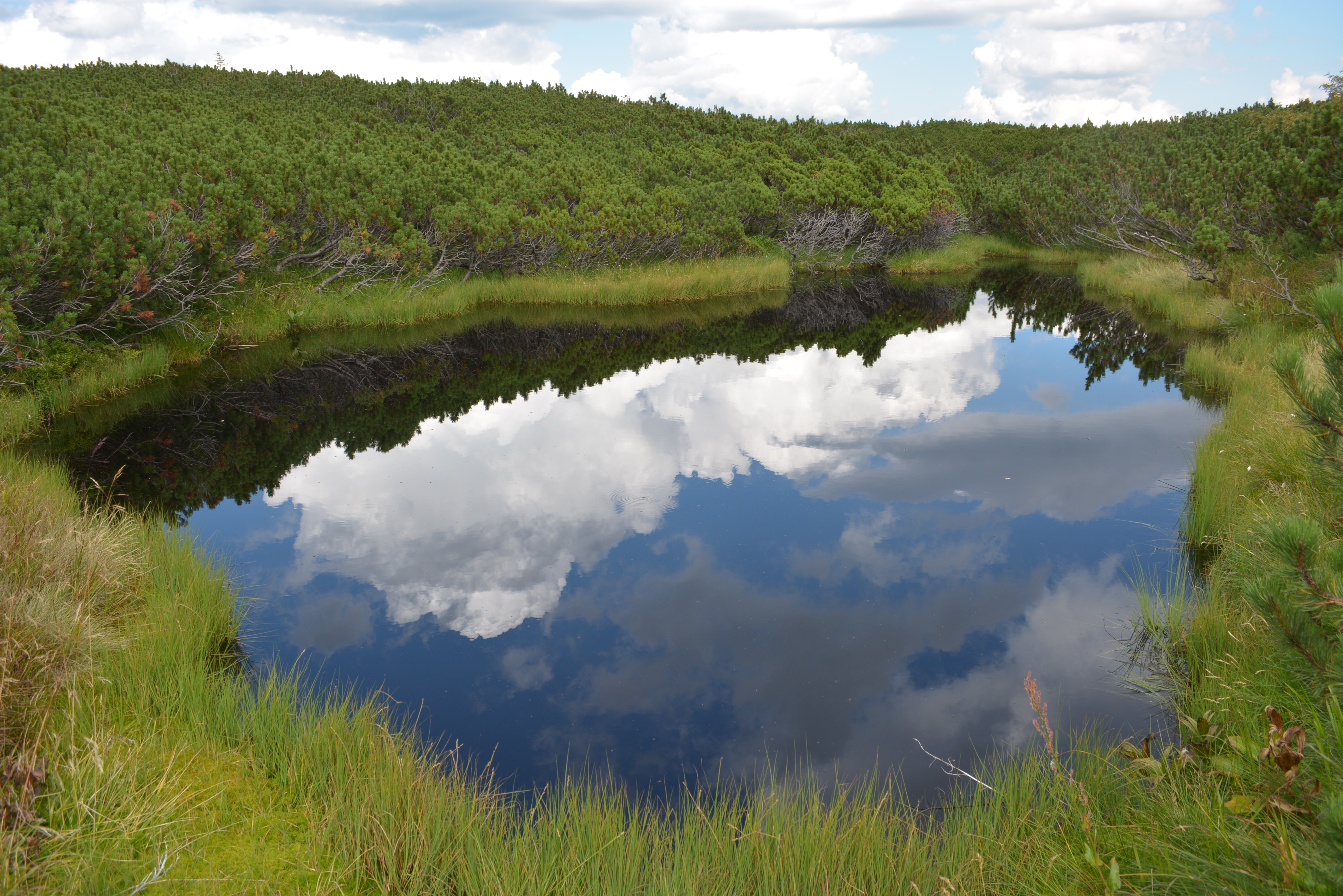
Ґаджинка — водне дзеркало
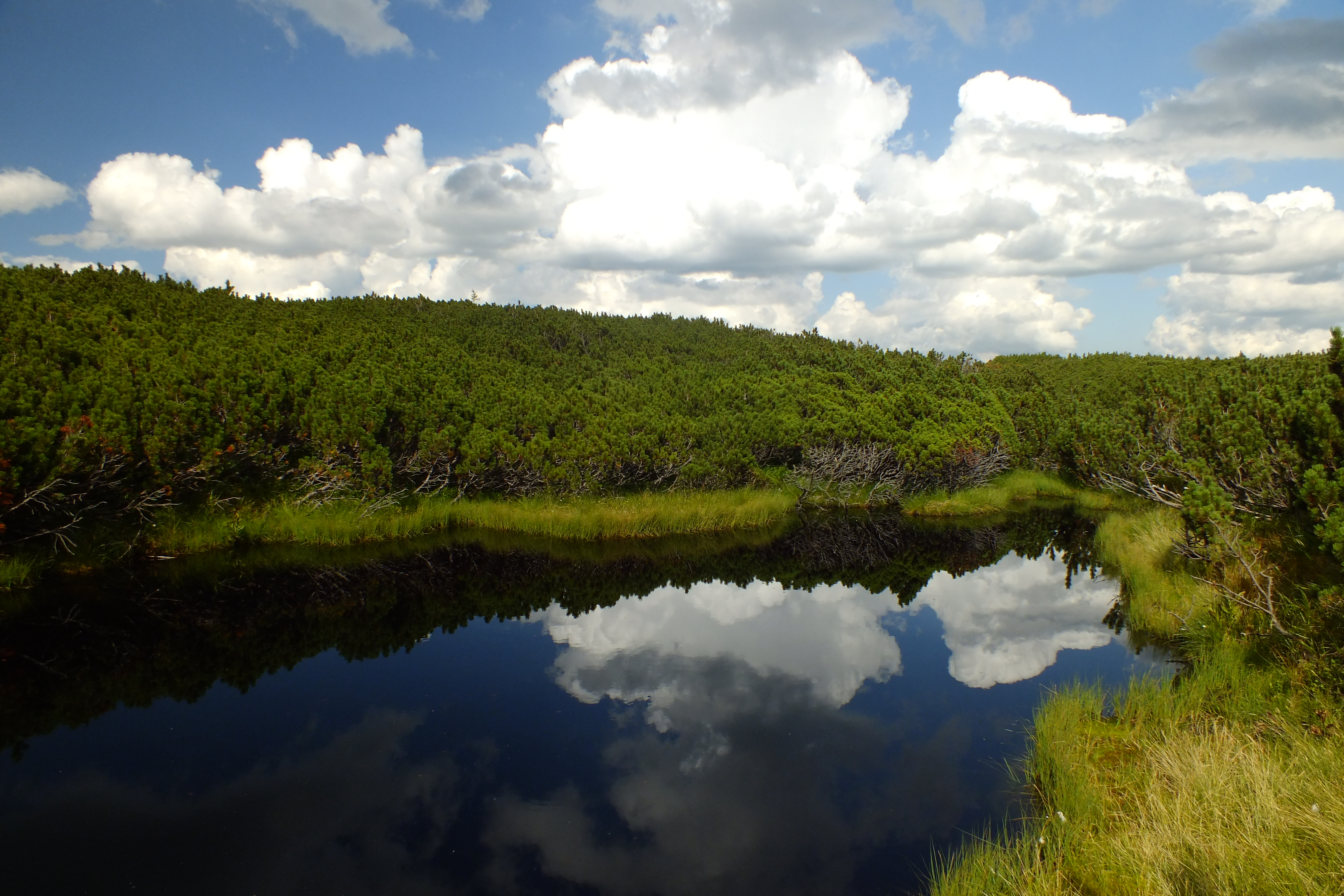
Ґаджинка — берегова лінія
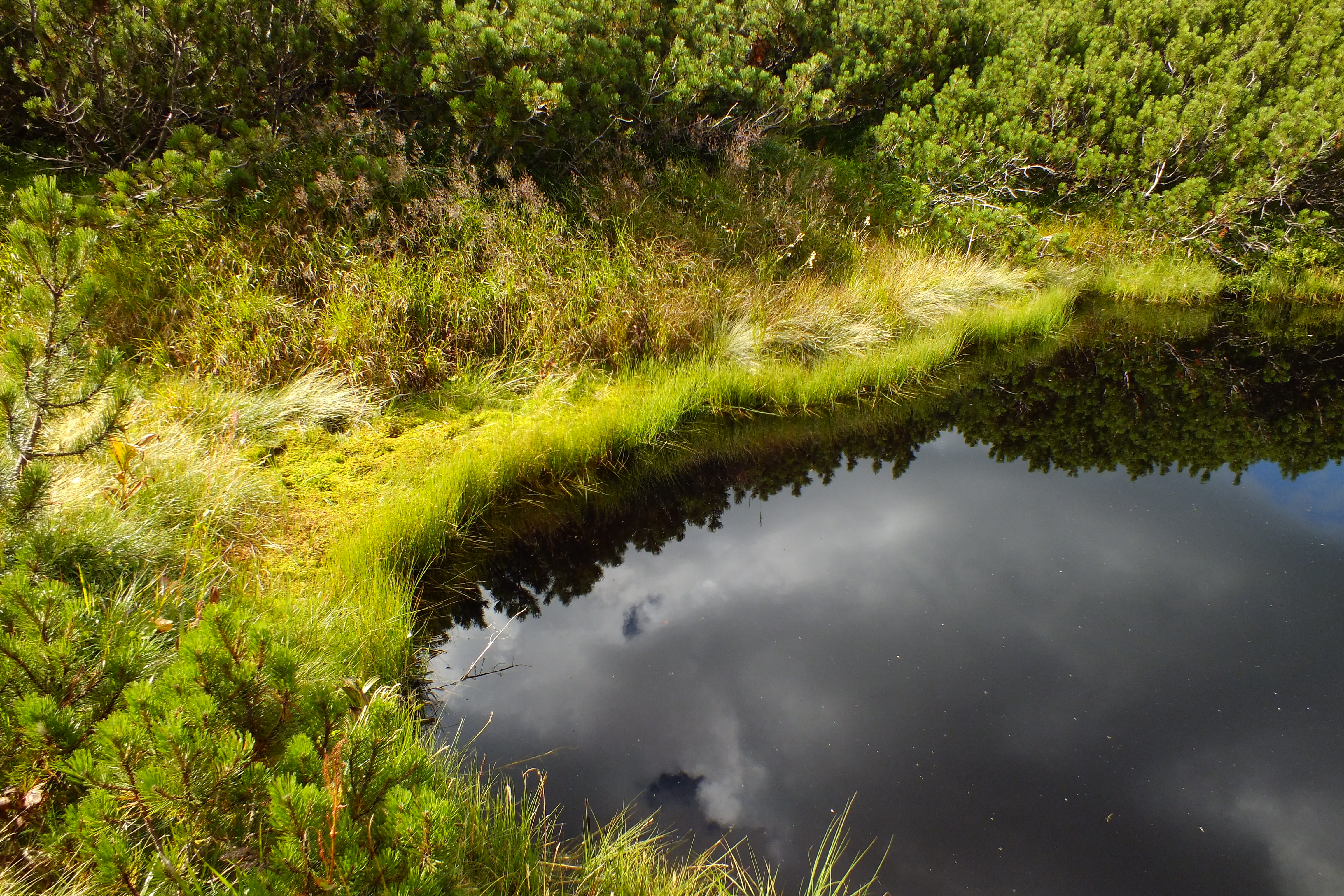
Ґаджинка — берегова лінія